# Estação Vaneau
Vaneau é uma estação da linha 10 do Metrô de Paris, localizado no limite do 6.º e do 7.º arrondissements de Paris.

## História

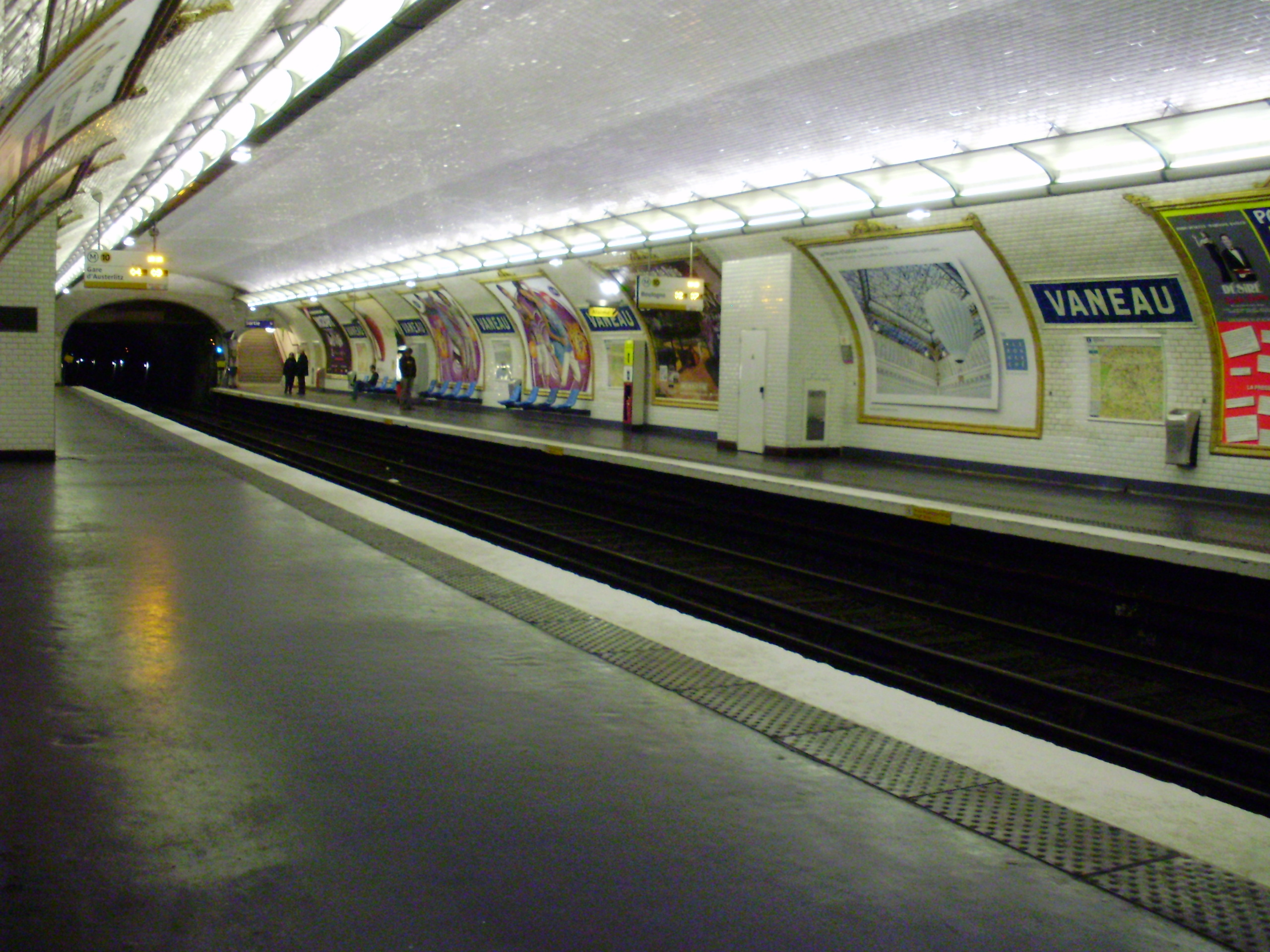
Plataformas da estação

A estação foi aberta em 30 de dezembro de 1923. Ela está situada na rue de Sèvres.
Seu nome vem da rue Vaneau, que leva o nome de Louis Vaneau, um politécnico morto durante a Revolução de Julho de 1830.
Em 2011, 928 476 passageiros entraram nesta estação. Ela viu entrar 964 320 passageiros em 2013, o que a coloca na 291ª posição das estações de metrô por sua frequência em 302. Esta baixa frequência é devido principalmente à presença das estações Duroc e Sèvres - Babylone em proximidade na mesma linha, que oferecem uma correspondência respectivamente com as linhas 13 e 12, o que incita os passageiros que querem usar uma destas duas linhas a andar a pé até uma das duas estações em questão a fim de evitar uma mudança.

## Serviços aos Passageiros

### Acesso
A estação tem um acesso único localizado em uma edícula na forma de uma entrada de um edifício, no n° 42 bis da rue de Sèvres.

### Plataformas
Vaneau é uma estação de configuração padrão: ela tem duas plataformas laterais, separadas pelas vias do metrô e a abóbada é elíptica. A decoração é de estilo usado pela maioria das estações de metrô: a faixa de iluminação é branca e arredondada no estilo "Gaudin" da renovação do metrô da década de 2000, e as telhas em cerâmica branca biseladas recobrem os pés-direitos, a abóbada e o tímpano. Os quadros publicitários são em faiança de cor de mel e o nome da estação é também em faiança. Os assentos são do estilo "Motte" de cor azul. A estação no entanto se distingue pela parte baixa de seus pés-direitos que é vertical e não elíptica.

### Intermodalidade
A estação é servida pelas linhas 39, 70 e 87 da rede de ônibus RATP.

## Pontos turísticos
- Fontaine du Fellah
- Embaixada do Mali
- Hospital Saint-Jean-de-Dieu
- Museu Hébert
- Casa-mãe da Congregação da Missão de São Vicente de Paulo